# Geophilus pusillus
Geophilus pusillus är en mångfotingart som beskrevs av Frederik Vilhelm August Meinert 1870. Geophilus pusillus ingår i släktet Geophilus och familjen storjordkrypare.
Artens utbredningsområde är Algeriet. Inga underarter finns listade i Catalogue of Life.